# Tresana
Tresana est une commune italienne de la province de Massa-Carrara, dans la région Toscane.

## Monuments
- Le Château de Tresana
- Le Château de Villa di Tresana

## Administration
| Période                                  | Période | Identité | Étiquette | Qualité |
| ---------------------------------------- | ------- | -------- | --------- | ------- |
|                                          |         |          |           |         |
| Les données manquantes sont à compléter. |         |          |           |         |

### Hameaux
Carregia, Cattizola, Lorenzana, Malazzo, Novegigola, Popetto, Villa di Tresana.

### Communes limitrophes
Bolano, Calice al Cornoviglio, Licciana Nardi, Mulazzo, Podenzana, Villafranca in Lunigiana